# Migliori rimbalzisti ABA
In questa pagina sono elencati i giocatori che hanno fatto registrare il maggior numero di rimbalzi nella stagione regolare ABA dal 1967 al 1976, ovvero fino alla data della Fusione tra ABA e NBA.
L'ABA raccolse le statistiche 
sui rimbalzi distinti in difensivi e offensivi già a partire dalla stagione 1967-1968, mentre l'NBA inizierà a fare la stessa cosa solo dalla stagione 1973-1974.

## Classifica
|  | Eletto nella Basketball Hall of Fame |

- * Della stagione ABA 1967-1968 per alcuni giocatori è disponibile solo il dato relativo ai rimbalzi totali, e non dei rimbalzi difensivi e offensivi.

| #  | Nome               | Rimbalzi Totali | Partite | Media Rimbalzi | Rimbalzi Difensivi | Rimbalzi Offensivi | Ruolo | Esordio | Finale | Squadre |
| -- | ------------------ | --------------- | ------- | -------------- | ------------------ | ------------------ | ----- | ------- | ------ | --- |
| 1  | Mel Daniels        | 9494            | 628     | 15,12          | 10,5               | 4,6                | C     | 1967    | 1975   | Minnesota Muskies, Indiana Pacers, Memphis Sounds |
| 2  | Artis Gilmore      | 7169            | 420     | 17,07          | 11,9               | 5,2                | C     | 1971    | 1976   | Kentucky Colonels |
| 3  | Gerald Govan*      | 7119            | 681     | 10,45          | 8,2                | 2,6                | C/PF  | 1967    | 1976   | New Orleans Buccaneers/Memphis Pros, Utah Stars, Virginia Squires |
| 4  | Red Robbins        | 6155            | 586     | 10,50          | 6,9                | 3,6                | C/PF  | 1967    | 1975   | New Orleans Buccaneers, Utah Stars, San Diego Conquistadors, Kentucky Colonels, Virginia Squires |
| 5  | Bob Netolicky      | 5518            | 618     | 8,93           | 5,5                | 3,4                | PF/C  | 1967    | 1976   | Indiana Pacers, Dallas Chaparrals/San Antonio Spurs |
| 6  | Dan Issel          | 5426            | 500     | 10,85          | 6,8                | 4,0                | PF/C  | 1970    | 1976   | Kentucky Colonels, Denver Nuggets |
| 7  | Billy Paultz       | 5406            | 487     | 11,10          | 8,3                | 2,8                | C     | 1970    | 1976   | New York Nets, San Antonio Spurs |
| 8  | Byron Beck*        | 5165            | 694     | 7,44           | 4,8                | 2,6                | C/PF  | 1967    | 1976   | Denver Rockets/Denver Nuggets |
| 9  | Jim Eakins         | 5142            | 652     | 7,89           | 5,2                | 2,7                | C/PF  | 1968    | 1976   | Oakland Oaks/Washington Caps/Virginia Squires, Utah Stars, New York Nets |
| 10 | Ira Harge*         | 4955            | 427     | 11,60          | 7,9                | 3,4                | C     | 1967    | 1973   | Pittsburgh Pipers, Oakland Oaks/Washington Caps, Carolina Cougars, The Floridians, Utah Stars |
| 11 | Julius Erving      | 4924            | 407     | 12,10          | 8,1                | 4,0                | SF    | 1971    | 1976   | Virginia Squires, New York Nets |
| 12 | Goose Ligon        | 4720            | 434     | 10,88          | 6,9                | 4,0                | PF    | 1967    | 1974   | Kentucky Colonels, Pittsburgh Condors, Virginia Squires |
| 13 | Wil Jones          | 4622            | 566     | 8,20           | 5,0                | 3,2                | SF/PF | 1969    | 1976   | Miami Floridians, Memphis Pros/Memphis Tams, Kentucky Colonels |
| 14 | Julius Keye        | 4602            | 418     | 11,00          | 7,7                | 3,3                | C/PF  | 1969    | 1975   | Denver Rockets, Memphis Sounds |
| 15 | Cincy Powell*      | 4582            | 599     | 7,6            | 5,1                | 2,4                | SF/PF | 1967    | 1975   | Dallas Chaparrals, Kentucky Colonels, Utah Stars, Virginia Squires |
| 16 | Gene Moore         | 4360            | 465     | 9,38           | 6,0                | 3,4                | C     | 1968    | 1975   | Kentucky Colonels, Dallas Chaparrals, New York Nets, San Diego Conquistadors, Spirits of St. Louis |
| 17 | Willie Wise        | 4322            | 475     | 9,10           | 6,2                | 2,9                | SF/PF | 1969    | 1976   | Los Angeles Stars/Utah Stars, Virginia Squires |
| 18 | Trooper Washington | 4499            | 426     | 10,03          | 6,2                | 3,8                | PF/C  | 1967    | 1973   | Pittsburgh Pipers/Minnesota Pipers, Los Angeles Stars, The Floridians, New York Nets |
| 19 | Stew Johnson*      | 4263            | 647     | 6,6            | 4,6                | 2,1                | PF    | 1967    | 1976   | Kentucky Colonels, New Jersey Americans/ New York Nets, Pittsburgh Pipers/Pittsburgh Condors, Houston Mavericks/Carolina Cougars, San Diego Conquistadors/San Diego Sails, Memphis Sounds, San Antonio Spurs |
| 20 | John Beasley       | 4257            | 506     | 8,4            | 5,7                | 2,7                | C/PF  | 1967    | 1974   | Dallas Chaparrals/Texas Chaparrals, Utah Stars |
| 21 | Warren Davis       | 4097            | 447     | 9,17           | 6,1                | 3,1                | PF/SF | 1967    | 1973   | Anaheim Amigos/Los Angeles Stars, Pittsburgh Pipers, The Floridians, Carolina Cougars, Memphis Pros/Memphis Tams                                                                                             |
| 22 | George McGinnis    | 4056            | 314     | 12,92          | 8,0                | 4,9                | PF/SF | 1971    | 1975   | Indiana Pacers |
| 23 | Mike Lewis         | 4022            | 337     | 11,93          | 7,5                | 4,4                | C     | 1968    | 1974   | Indiana Pacers, Minnesota Pipers/Pittsburgh Pipers, Carolina Cougars |
| 24 | Roger Brown*       | 3758            | 605     | 6,21           | 4,0                | 1,9                | SF    | 1967    | 1975   | Indiana Pacers, Memphis Sounds, Utah Stars |
| 25 | Zelmo Beaty        | 3716            | 319     | 11,65          | 7,9                | 3,7                | C/PF  | 1970    | 1974   | Utah Stars |
| 26 | Rich Jones         | 3565            | 474     | 7,52           | 5,3                | 2,3                | SF/PF | 1969    | 1976   | Dallas Chaparrals/Texas Chaparrals/ San Antonio Spurs, New York Nets |
| 27 | Dave Robisch       | 3553            | 422     | 8,42           | 5,6                | 2,8                | C/PF  | 1971    | 1976   | Denver Rockets/Denver Nuggets, San Diego Sails, Indiana Pacers |
| 28 | Randy Denton       | 4510            | 368     | 9,05           | 6,0                | 3,0                | C     | 1971    | 1976   | Carolina Cougars/Spirits of St. Louis, Memphis Pros/ Memphis Tams, Utah Stars |
| 29 | Darnell Hillman    | 3306            | 395     | 8,37           | 5,6                | 2,8                | C/PF  | 1971    | 1976   | Indiana Pacers |
| 30 | Ron Boone          | 3302            | 662     | 4,99           | 3,1                | 1,9                | SG    | 1968    | 1976   | Dallas Chaparrals/Texas Chaparrals, Utah Stars, Spirits of St. Louis |
| 31 | George Carter      | 3243            | 478     | 6,78           | 4,3                | 2,5                | SF    | 1969    | 1976   | Washington Caps/Virginia Squires, Pittsburgh Condors, Carolina Cougars, New York Nets, Memphis Sounds, Utah Stars                                                                                            |
| 32 | Les Hunter         | 3174            | 444     | 7,15           | 4,6                | 2,6                | PF    | 1967    | 1973   | Minnesota Muskies/Miami Floridians, New York Nets, Kentucky Colonels, Memphis Tams |
| 33 | Manny Leaks        | 3077            | 311     | 9,89           | 6,0                | 3,9                | C     | 1968    | 1972   | Kentucky Colonels, New York Nets, Dallas Chaparrals/ Texas Chaparrals, Utah Stars, The Floridians |
| 34 | Swen Nater         | 3043            | 233     | 13,06          | 9,3                | 3,8                | C     | 1973    | 1976   | Virginia Squires, San Antonio Spurs, New York Nets |
| 35 | Caldwell Jones     | 3022            | 231     | 13,08          | 9,3                | 3,8                | C     | 1973    | 1976   | San Diego Conquistadors/San Diego Sails, Kentucky Colonels, Spirits of St. Louis |
| 36 | Warren Jabali      | 2985            | 447     | 6,68           | 4,7                | 2,0                | SG/PG | 1968    | 1975   | Oakland Oaks/Washington Caps, Indiana Pacers, The Floridians, Denver Rockets, San Diego Sails |
| 37 | Tom Owens          | 2975            | 389     | 7,65           | 4,8                | 2,8                | C/PF  | 1971    | 1976   | Memphis Pros/Memphis Sounds Carolina Cougars/ Spirits of St. Louis, Kentucky Colonels, Indiana Pacers, San Antonio Spurs                                                                                     |
| 38 | Larry Kenon        | 2759            | 249     | 11,08          | 7,3                | 3,8                | PF    | 1973    | 1976   | New York Nets, San Antonio Spurs |
| 39 | Walt Simon*        | 2704            | 541     | 5,00           | 3,2                | 1,5                | SF    | 1967    | 1974   | New York Nets, Kentucky Colonels |
| 40 | Freddie Lewis*     | 2661            | 686     | 3,88           | 2,2                | 1,5                | PG/SG | 1967    | 1976   | Indiana Pacers, Memphis Sounds, Spirits of St. Louis |
| 41 | Jimmy Jones*       | 2658            | 546     | 4,87           | 3,4                | 1,3                | PG/SG | 1967    | 1974   | New Orleans Buccaneers/Memphis Pros, Utah Stars |
| 42 | Art Becker         | 2604            | 414     | 6,29           | 4,2                | 2,1                | PF/SF | 1967    | 1973   | Houston Mavericks, Indiana Pacers, Denver Rockets, New York Nets, Dallas Chaparrals |
| 43 | Doug Moe           | 2560            | 378     | 6,77           | 4,4                | 2,4                | SF    | 1967    | 1972   | New Orleans Buccaneers, Oakland Oaks/Virginia Squires, Carolina Cougars |
| 44 | Randy Mahaffey     | 2554            | 321     | 7,96           | 5,2                | 2,7                | SF/PF | 1967    | 1971   | Kentucky Colonels, New York Nets, Carolina Cougars |
| 45 | Don Sidle          | 2502            | 314     | 7,97           | 4,6                | 3,4                | PF/C  | 1968    | 1972   | Miami Floridians, Denver Rockets, Indiana Pacers, Memphis Pros |
| 46 | Larry Jones*       | 2484            | 456     | 5,45           | 3,1                | 1,9                | PG/SG | 1967    | 1973   | Denver Rockets, The Floridians, Utah Stars, Dallas Chaparrals |
| 47 | Wendell Ladner     | 2481            | 456     | 8,30           | 5,6                | 2,7                | SF    | 1970    | 1975   | Memphis Pros/Memphis Tams, Carolina Cougars, Kentucky Colonels, New York Nets |
| 48 | Larry Miller       | 2434            | 486     | 5,01           | 3,1                | 1,9                | SG    | 1968    | 1975   | Los Angeles Stars/Utah Stars, Carolina Cougars, San Diego Conquistadors, Virginia Squires |
| 49 | Steve Jones*       | 2392            | 640     | 3,74           | 2,5                | 1,1                | SG    | 1967    | 1975   | Oakland Oaks, New Orleans Buccaneers/ Memphis Pros, Dallas Chaparrals, Carolina Cougars/ Spirits of St. Louis, Denver Rockets                                                                                |
| 50 | Fatty Taylor       | 2313            | 561     | 4,12           | 2,5                | 1,6                | PG    | 1969    | 1976   | Washington Caps/Virginia Squires, Denver Nuggets |
| 51 | Louie Dampier*     | 2282            | 728     | 3,13           | 2,3                | 0,7                | PG    | 1967    | 1976   | Kentucky Colonels |
| 52 | George Peeples*    | 2242            | 309     | 7,30           | 5,0                | 2,6                | C     | 1967    | 1973   | Indiana Pacers, Kentucky Colonels, Carolina Cougars, Dallas Chaparrals |
| 53 | Lee Davis          | 2195            | 453     | 4,85           | 3,0                | 1,8                | PF/C  | 1968    | 1976   | New Orleans Buccaneers/Memphis Pros/ Memphis Tams, San Diego Conquistadors/ San Diego Sails |
| 54 | Ralph Simpson      | 2171            | 487     | 4,46           | 2,9                | 1,6                | SG    | 1970    | 1976   | Denver Rockets/Denver Nuggets |
| 55 | Ron Franz*         | 2128            | 403     | 5,28           | 3,3                | 1,7                | SF    | 1967    | 1973   | Oakland Oaks, New Orleans Buccaneers/ Memphis Tams, The Floridians, Dallas Chaparrals |
| 56 | Donnie Freeman*    | 2112            | 584     | 3,62           | 1,9                | 1,6                | SG    | 1967    | 1975   | Minnesota Muskies/Miami Floridians, Utah Stars, Dallas Chaparrals/San Antonio Spurs, Indiana Pacers |
| 57 | Wayne Hightower*   | 2090            | 249     | 8,40           | 6,2                | 2,7                | SG    | 1967    | 1972   | Denver Rockets, Los Angeles Stars/Utah Stars, Texas Chaparrals, Carolina Cougars |
| 58 | Julian Hammond*    | 2036            | 329     | 6,20           | 3,7                | 3,0                | SF    | 1967    | 1972   | Denver Rockets |
| 59 | George Gervin      | 1995            | 269     | 7,40           | 5,1                | 2,3                | SG/SF | 1972    | 1976   | Virginia Squires, San Antonio Spurs |
| 60 | Marvin Barnes      | 1927            | 144     | 13,40          | 8,6                | 4,7                | PF    | 1974    | 1976   | Spirits of St. Louis |